# 영취사 오층석탑
영취사 오층석탑(靈鷲寺 五層石塔)은 대한민국 서울특별시 성북구 정릉동, 영취사에 있는 고려말 조선초에 조성된 오층석탑이다. 2007년 12월 27일 서울특별시 문화재자료 제40호로 지정되었다.

## 지정 사유
이 탑은 영취사의 대웅전 계단 아래쪽 마당에 위치한 오층석탑으로 원래는 요사체 앞쪽에 있던 것을 현 위치로 옮겨 놓은 것이다. 여러 장의 돌을 높게 쌓아올려 대석을 만든 후 그 위에 2층의 기단과 5층의 탑신을 세웠는데, 기단 아래 부분은 후대에 탑을 세우면서 쌓은 것으로 원래의 탑과는 무관하다.
기단은 2층으로, 하층기단은 넓고 높은 편인데 여러 장의 장대석을 이어 결구하였으나 부분적으로 손상이 있으며, 사이 사이에 잡석을 끼워 지탱하고 있다. 상층기단은 하층 기단에 비하여 높이가 약간 낮은 편이며, 5층의 탑신을 받기에는 폭이 다소 좁아 보인다. 2층의 기단 위에는 5층의 탑신과 옥개석이 차례로 놓여있는데, 맨 윗층의 옥개석 부분과 상륜부분은 새로 만들어 보완한 것이다. 1층 탑신은 2층 이상의 탑신에 비하여 높고 가장자리에 희미하나마 우주(隅柱)가 모각(模刻)되어 있으며 탑신 한 면에 감실(龕室)이 하나 뚫려있다. 옥개석은 두툼하며 아래에는 얕게 층급 받침이 새겨져 있고 낙수면은 완만하며 전각(轉角)부분이 약간 위로 치켜 올라가 있어 두꺼운 옥개석에도 불구하고 날렵한 느낌을 준다. 2층 이상은 탑신이 낮으며 체감률도 완만하여 전체적으로 안정감 있는 모습을 보여준다. 상륜부(相輪部)는 모두 없어졌고 후대에 만든 연봉형 석재가 하나 놓여있다.
이 탑은 높고 넓은 기단부와 쌓아올리듯이 탑신을 올린 구성법, 소략화된 층급의 표현 등으로 볼 때 고려말～조선 전반기 경에 조성된 것으로 추정된다. 비록 조성시기가 늦고 규모가 작기는 하지만 서울지역에 별로 많지 않은 석탑 가운데 하나이며, 석탑의 부재가 비교적 잘 남아 있어 서울특별시 문화재자료로 지정한다.

## 현지 1234
여러 장의 돌을 높게 쌓아 올려 대석을 만든 후 그 위에 2층의 기단과 5층의 탑신을 세운 5층 석탑으로 조선연대는 고려 말~조선 전기로 추정된다. 하층기단은 넓고 높은 편이며 여러장을 장대석으로 연결되었는데, 손상된 부분이 있어 사이사이에 잡석을 끼워 지탱하고 있다. 상층기단은 하층기단에 비하여 높이가 약간 낮은 편이며, 5층의 탑신을 받기에는 폭이 다소 좁아 보인다. 2층의 기단 위에는 5층의 탑신과 옥개석이 차례로 놓여 있는데, 맨 위층의 옥개석 부분과 상륜부분은 새로 만든 것이다. 1층 탑신은 2층 이상의 탑신에 비하여 높고 가장자리에 희미하게 우주(隅柱)가 새겨 있다. 탑신 한 면에 감실이 뚫려 있어 이곳에 사리를 안치했던 것으로 생각되지만 그 용도는 확실하지 않다. 2층 이상은 탑신이 낮으며 체감률도 완만하여 전체적으로 안정감이 있다. 상륜부는 모두 없어졌고 후대에 만든 연봉형 석재가 하나 올려져 있다.

## 같이 보기
- 영취사